# Џастин Бибер: Наш свет
Џастин Бибер: Наш свет (енгл. Justin Bieber: Our World) амерички је документарни филм из 2021. године о канадском певачу Џастину Биберу. Режију потписује Мајкл Д. Ратнер, а приказује Бибера док се припрема за свој први концерт за три године. Приказао га је Amazon Prime Video од 8. октобра 2021. године. Номинован је за најбољи музички филм на 65. додели награда Греми.

## Улоге
- Џастин Бибер
- Хејли Бибер
- Скутер Браун
- Ник Демора
- Џони Ерасме
- Бернард Харви
- Крис Гратон
- Рори Крејмер